# Mission, South Dakota
Mission är en ort (city) i Todd County i delstaten South Dakota i USA. Orten hade 1 156 invånare, på en yta av 1,52 km² (2020). Mission grundades år 1915.